# MBC 뉴스네트워크
MBC 뉴스네트워크는 평일 저녁 6시부터 저녁 6시 10분까지 방송했던 부산, 울산, 경남을 연결해 지역 소식을 전해 드린 저녁종합뉴스 프로그램이다.

## 역대 방송시간
| 방송 채널                                    | 방송 기간                         | 방송 시간             |
| -------------------------------------------- | --------------------------------- | --------------------- |
| 부산MBC 표준FM 울산MBC 표준FM MBC경남 표준FM | 1980년 12월 1일 ~ 2024년 5월 31일 | 평일 저녁 6:00 ~ 6:15 |
| 부산MBC 표준FM 울산MBC 표준FM MBC경남 표준FM | 2024년 6월 3일 ~ 2024년 12월 31일 | 평일 저녁 6:00 ~ 6:10 |

## 지역별 주파수 안내

### 부산MBC
- 부산 95.9MHz
- 강서구, 사하구, 사상구, 북구, 기장군 106.5MHz
- 양산 97.7MHz

### 울산MBC
- 울산, 양산 일부 97.5MHz

### MBC경남
- 창원, 통영, 거제,합천, 김해, 고성, 함안, 창녕, 의령 98.9MHz
- 마산내서읍 지역 98.9MHz, 96.7MHz
- 진주 91.1MHz
- 거창, 남해, 사천, 산청, 하동, 함양 93.5MHz

## 지역별 기자

### 부산MBC
- 탁은수 보도국장
- 서준석 편집제작부장
- 박기홍 국장
- 조수완 부장
- 정은주 부장
- 조재형 차장
- 황재실 뉴스취재부장
- 이만흥 부장
- 배범호 부장
- 민성빈 부장
- 박준오 기자
- 정세민 국장
- 이두원 차장
- 김유나A 기자
- 송광모 기자
- 류제민 기자
- 현지호 기자
- 조민희 기자
- 김유나B 기자

### 울산MBC
- 설태주 보도국장
- 유영재 취재부장
- 이상욱 취재기자
- 홍상순 취재기자
- 서하경 취재기자
- 이돈욱 취재기자
- 유희정 취재기자
- 최지호 취재기자
- 이용주 취재기자
- 정인곤 취재기자
- 이다은 취재기자
- 조창래 취재기자
- 한동우 취재기자

### MBC경남
- 김상헌 보도국장
- 장영 취재부장
- 이준석 기자
- 이상훈 기자
- 윤주화 디지털뉴스팀장
- 박민상 기자
- 이종승 기자
- 서윤식 기자
- 박종웅 기자
- 김태석 기자
- 정성오 기자
- 문철진 기자
- 정영민 기자
- 부정석 기자
- 이재경 기자
- 이선영 기자

## 타이틀 변천사
| 기수 | 타이틀           | 방송 기간                           |
| ---- | ---------------- | ----------------------------------- |
| 1기  | MBC 뉴스터미널   | 1980년 12월 1일 ~ 1990년 10월 15일  |
| 2기  | MBC 뉴스네트워크 | 2001년 10월 15일 ~ 2024년 12월 31일 |

## 같이 보기
- 부산문화방송
- 울산문화방송
- MBC경남
- MBC 표준FM
- 권순표의 뉴스 하이킥

| 부산MBC 표준FM 월요일 ~ 목요일 프로그램 |                          |                              |
| 이전                                    | MBC 뉴스네트워크         | 다음                         |
| 정선희, 문천식의 지금은 라디오 시대     | MBC 뉴스네트워크         | 생방송 오늘 저녁, 부산입니다 |
| 오후 4시 5분 ~ 저녁 6시                 | 저녁 6시 ~ 저녁 6시 10분 | 저녁 6시 10분 ~ 저녁 7시     |
| 전국방송                                | 부산 전지역 방송         | 부산 전지역 방송             |

| 울산MBC 표준FM 월요일 ~ 목요일 프로그램 |                          |                          |
| 이전                                    | MBC 뉴스네트워크         | 다음                     |
| 정선희, 문천식의 지금은 라디오 시대     | MBC 뉴스네트워크         | 김연경의 퇴근길 톡톡     |
| 오후 4시 5분 ~ 저녁 6시                 | 저녁 6시 ~ 저녁 6시 10분 | 저녁 6시 10분 ~ 저녁 7시 |
| 전국방송                                | 울산 전지역 방송         | 울산 전지역 방송         |

| MBC경남 표준FM 월요일 ~ 목요일 프로그램 |                          |                          |
| 이전                                    | MBC 뉴스네트워크         | 다음                     |
| 정선희, 문천식의 지금은 라디오 시대     | MBC 뉴스네트워크         | 뉴스파다                 |
| 오후 4시 5분 ~ 저녁 6시                 | 저녁 6시 ~ 저녁 6시 10분 | 저녁 6시 10분 ~ 저녁 7시 |
| 전국방송                                | 경남 전지역 방송         | 경남 전지역 방송         |